# Europese kampioenschappen zwemmen 1983
De Europese kampioenschappen zwemmen 1983 werden gehouden van 22 tot en met 27 augustus 1983 in Rome, Italië.
Met deze editie was het EK tweejaarlijks geworden. De 4x200 meter vrije slag werd toegevoegd aan het zwemprogramma voor vrouwen. Oost-Duitsland bewees voor het vijfde achtereenvolgende jaar haar dominantie bij de vrouwen door, net als in 1981, alle titels bij de vrouwenwedstrijden te veroveren. Het land won er daarnaast alle zilveren medailles op de individuele afstanden.

## Zwemmen

### Mannen
| Afstand:           | Goud:                                                                                   | Tijd       | Zilver:                                                                                | Tijd     | Brons:                                                                                 | Tijd     |
| 100 m vrije slag   | Per Johansson Zweden                                                                    | 50,20      | Jörg Woithe Duitse Democratische Republiek                                             | 50,29    | Sergej Smirjagin Sovjet-Unie                                                           | 50,35    |
| 200 m vrije slag   | Michael Groß Bondsrepubliek Duitsland                                                   | 1.47,87 WR | Jörg Woithe Duitse Democratische Republiek                                             | 1.50,18  | Thomas Fahrner Bondsrepubliek Duitsland                                                | 1.50,92  |
| 400 m vrije slag   | Vladimir Salnikov Sovjet-Unie                                                           | 3.49,80    | Borut Petrič Joegoslavië                                                               | 3.51,96  | Darjan Petrič Joegoslavië                                                              | 3.52,60  |
| 1500 m vrije slag  | Vladimir Salnikov Sovjet-Unie                                                           | 15.08,84   | Borut Petrič Joegoslavië                                                               | 15.14,54 | Stefan Pfeiffer Bondsrepubliek Duitsland                                               | 15.16,85 |
| 100 m rugslag      | Dirk Richter Duitse Democratische Republiek                                             | 56,10      | Vladimir Sjemetov Sovjet-Unie                                                          | 56,38    | Sergej Zabolotnov Sovjet-Unie                                                          | 56,95    |
| 200 m rugslag      | Sergej Zabolotnov Sovjet-Unie                                                           | 2.01,00    | Sándor Wladár Hongarije                                                                | 2.01,61  | Frank Baltrusch Duitse Democratische Republiek                                         | 2.02,46  |
| 100 m schoolslag   | Robertas Žulpa Sovjet-Unie                                                              | 1.03,32    | Adrian Moorhouse Verenigd Koninkrijk                                                   | 1.03,37  | Gerald Mörken Bondsrepubliek Duitsland                                                 | 1.04,16  |
| 200 m schoolslag   | Adrian Moorhouse Verenigd Koninkrijk                                                    | 2.17,49    | Albán Vermes Hongarije                                                                 | 2.18,27  | Robertas Žulpa Sovjet-Unie                                                             | 2.18,72  |
| 100 m vlinderslag  | Michael Groß Bondsrepubliek Duitsland                                                   | 54,00 ER = | David López-Zubero Spanje                                                              | 54,77    | Aleksej Markovski Sovjet-Unie                                                          | 54,81    |
| 200 m vlinderslag  | Michael Groß Bondsrepubliek Duitsland                                                   | 1.57,05 WR | Sergej Fesenko Sovjet-Unie                                                             | 1.59,74  | Paolo Revelli Italië                                                                   | 1.59,84  |
| 200 m wisselslag   | Giovanni Franceschi Italië                                                              | 2.02,48 ER | Jens-Peter Berndt Duitse Democratische Republiek                                       | 2.02,95  | Josef Hladký Tsjecho-Slowakije                                                         | 2.03,55  |
| 400 m wisselslag   | Giovanni Franceschi Italië                                                              | 4.20,41 ER | Jens-Peter Berndt Duitse Democratische Republiek                                       | 4.20,81  | Josef Hladký Tsjecho-Slowakije                                                         | 4.23,52  |
| 4x100 m vrije slag | Sovjet-Unie Sergej Smirjagin Sergej Krasjoek Vladimir Tkatsjenko Aleksej Markovski      | 3.20,88 ER | Zweden Thomas Lejdström Per Johansson Per Holmertz Per Wikström                        | 3.22,02  | Duitse Democratische Republiek Jörg Woithe Dirk Richter Rainer Sternal Sven Lodziewski | 3.23,02  |
| 4x200 m vrije slag | Bondsrepubliek Duitsland Thomas Fahrner Alexander Schowtka Andreas Schmidt Michael Groß | 7.20,40 WR | Duitse Democratische Republiek Dirk Richter Jörg Woithe Rainer Sternal Sven Lodziewski | 7.23,01  | Italië Paolo Revelli Marcello Guarducci Raffaele Franceschi Fabrizio Rampazzo          | 7.26,01  |
| 4x100 m wisselslag | Sovjet-Unie Vladimir Sjemetov Robertas Žulpa Aleksej Markovski Sergej Smirjagin         | 3.43,99    | Bondsrepubliek Duitsland Stefan Peter Gerald Mörken Michael Groß Andreas Schmidt       | 3.44,79  | Duitse Democratische Republiek Dirk Richter Sigurd Hanke Andreas Ott Jörg Woithe       | 3.45,54  |

### Vrouwen
| Afstand:           | Goud:                                                                                    | Tijd       | Zilver:                                                                             | Tijd    | Brons:                                                                              | Tijd    |
| 100 m vrije slag   | Birgit Meineke Duitse Democratische Republiek                                            | 55,18      | Kristin Otto Duitse Democratische Republiek                                         | 55,52   | Conny van Bentum Nederland                                                          | 56,61   |
| 200 m vrije slag   | Birgit Meineke Duitse Democratische Republiek                                            | 1.59,45    | Astrid Strauss Duitse Democratische Republiek                                       | 2.00,16 | Conny van Bentum Nederland                                                          | 2.00,61 |
| 400 m vrije slag   | Astrid Strauss Duitse Democratische Republiek                                            | 4.08,07 ER | Anke Sonnenbrodt Duitse Democratische Republiek                                     | 4.10,37 | Irina Laritsjeva Sovjet-Unie                                                        | 4.12,90 |
| 800 m vrije slag   | Astrid Strauss Duitse Democratische Republiek                                            | 8.32,12    | Anke Sonnenbrodt Duitse Democratische Republiek                                     | 8.37,72 | Sarah Hardcastle Verenigd Koninkrijk                                                | 8.40,44 |
| 100 m rugslag      | Ina Kleber Duitse Democratische Republiek                                                | 1.01,79    | Cornelia Sirch Duitse Democratische Republiek                                       | 1.02,46 | Carmen Bunaciu Roemenië                                                             | 1.03,08 |
| 200 m rugslag      | Cornelia Sirch Duitse Democratische Republiek                                            | 2.12,05    | Kathrin Zimmermann Duitse Democratische Republiek                                   | 2.13,36 | Larisa Gortsjakova Sovjet-Unie                                                      | 2.14,41 |
| 100 m schoolslag   | Ute Geweniger Duitse Democratische Republiek                                             | 1.08,51 WR | Sylvia Gerasch Duitse Democratische Republiek                                       | 1.09,62 | Tania Dangalakova Bulgarije                                                         | 1.10,77 |
| 200 m schoolslag   | Ute Geweniger Duitse Democratische Republiek                                             | 2.30,64    | Sylvia Gerasch Duitse Democratische Republiek                                       | 2.30,67 | Olga Zelenkova Sovjet-Unie                                                          | 2.33,10 |
| 100 m vlinderslag  | Ines Geißler Duitse Democratische Republiek                                              | 1.00,31    | Cornelia Polit Duitse Democratische Republiek                                       | 1.00,92 | Cinzia Savi Scarponi Italië                                                         | 1.01,37 |
| 200 m vlinderslag  | Cornelia Polit Duitse Democratische Republiek                                            | 2.07,82 ER | Ines Geißler Duitse Democratische Republiek                                         | 2.08,09 | Conny van Bentum Nederland                                                          | 2.12,87 |
| 200 m wisselslag   | Ute Geweniger Duitse Democratische Republiek                                             | 2.13,07    | Kathleen Nord Duitse Democratische Republiek                                        | 2.15,55 | Irina Gerasimova Sovjet-Unie                                                        | 2.16,72 |
| 400 m wisselslag   | Kathleen Nord Duitse Democratische Republiek                                             | 4.39,95    | Petra Schneider Duitse Democratische Republiek                                      | 4.40,34 | Petra Zindler Bondsrepubliek Duitsland                                              | 4.47,90 |
| 4x100 m vrije slag | Duitse Democratische Republiek Kristin Otto Susanne Link Cornelia Sirch Birgit Meineke   | 3.44,72    | Nederland Annemarie Verstappen Wilma van Velsen Elles Voskes Conny van Bentum       | 3.48,24 | Bondsrepubliek Duitsland Karin Seick Susanne Schuster Iris Zscherpe Ina Beyermann   | 3.49,86 |
| 4x200 m vrije slag | Duitse Democratische Republiek Kristin Otto Astrid Strauss Cornelia Sirch Birgit Meineke | 8.02,27 WR | Bondsrepubliek Duitsland Jutta Kalweit Birgit Kowalczyk Petra Zindler Ina Beyermann | 8.11,69 | Nederland Annemarie Verstappen Jolande van der Meer Reggie de Jong Conny van Bentum | 8.12,41 |
| 4x100 m wisselslag | Duitse Democratische Republiek Ina Kleber Ute Geweniger Ines Geißler Birgit Meineke      | 4.05,79 WR | Nederland Jolanda de Rover Petra van Staveren Annemarie Verstappen Conny van Bentum | 4.12,78 | Bondsrepubliek Duitsland Svenja Schlicht Ute Hasse Ina Beyermann Karin Seick        | 4.13,25 |

## Schoonspringen

### Mannen
| Onderdeel: | Goud:                           | Score  | Zilver:                         | Score  | Brons:                                       | Score  |
| 3 m plank  | Petar Georgiev Bulgarije        | 619,80 | Nikolaj Drozjzjin Sovjet-Unie   | 618,87 | Chris Snode Verenigd Koninkrijk              | 610,17 |
| 10 m toren | David Ambartsoemjan Sovjet-Unie | 605,79 | Vjatsjeslav Trosjin Sovjet-Unie | 563,31 | Steffen Haage Duitse Democratische Republiek | 559,41 |

### Vrouwen
| Onderdeel: | Goud:                                       | Score  | Zilver:                             | Score  | Brons:                                       | Score  |
| 3 m plank  | Brita Baldus Duitse Democratische Republiek | 494,88 | Tatjana Aljabjeva Sovjet-Unie       | 493,14 | Daphne Jongejans Nederland                   | 461,10 |
| 10 m toren | Alla Lobankina Sovjet-Unie                  | 455,52 | Anzjela Stasjoeljevitsj Sovjet-Unie | 448,56 | Ramona Wenzel Duitse Democratische Republiek | 410,91 |

## Waterpolo
| Onderdeel: | Goud:       | Zilver:   | Brons: |
| Mannen     | Sovjet-Unie | Hongarije | Spanje |

## Synchroonzwemmen
| Onderdeel: | Goud:                                          | Score   | Zilver:                                                  | Score   | Brons:                                   | Score   |
| Solo       | Carolyn Wilson Verenigd Koninkrijk             | 180,333 | Muriel Hermine Frankrijk                                 | 172,767 | Gudrun Hänisch Bondsrepubliek Duitsland  | 172,600 |
| Duet       | Verenigd Koninkrijk Amanda Dodd Carolyn Wilson | 174,667 | Bondsrepubliek Duitsland Gudrun Hänisch Gerlind Scheller | 168,634 | Nederland Catrien Eijken Marijke Engelen | 168,600 |
| Team       | Verenigd Koninkrijk                            | 168,342 | Nederland                                                | 163,577 | Bondsrepubliek Duitsland                 | 159,381 |

## Medaillespiegel
| Plaats | Land                           | Goud | Zilver | Brons | Totaal |
| 1      | Duitse Democratische Republiek | 17   | 17     | 5     | 39     |
| 2      | Sovjet-Unie                    | 9    | 6      | 8     | 23     |
| 3      | Bondsrepubliek Duitsland       | 4    | 3      | 8     | 15     |
| 4      | Verenigd Koninkrijk            | 4    | 1      | 2     | 7      |
| 5      | Italië                         | 2    | 0      | 3     | 5      |
| 6      | Zweden                         | 1    | 1      | 0     | 2      |
| 7      | Bulgarije                      | 1    | 0      | 1     | 2      |
| 8      | Nederland                      | 0    | 3      | 6     | 9      |
| 9      | Hongarije                      | 0    | 3      | 0     | 3      |
| 10     | Joegoslavië                    | 0    | 2      | 1     | 3      |
| 11     | Spanje                         | 0    | 1      | 1     | 2      |
| 12     | Frankrijk                      | 0    | 1      | 0     | 1      |
| 13     | Tsjecho-Slowakije              | 0    | 0      | 2     | 2      |
| 14     | Roemenië                       | 0    | 0      | 1     | 1      |
| Totaal | Totaal                         | 38   | 38     | 38    | 114    |